# Avenida São João de Deus
A Avenida São João de Deus é uma avenida de Lisboa, localizada na freguesia do Areeiro. A sua designação atual data de 23 de setembro de 1950.
Tem início na Rua Agostinho Lourenço e fim na Avenida de Roma.
Foi anteriormente designada como Arruamento ao longo do Caminho de Ferro, lado Sul, do plano de urbanização da zona compreendida entre a Alameda Dom Afonso Henriques e a linha férrea de cintura, situado entre a Rua Alves Torgo e a Avenida de Roma.